# 서울 흥천사 명부전 석조지장삼존상 및 시왕상 일괄
흥천사 명부전 석조지장삼존상 및 시왕상 일괄(興天寺 冥府殿 石造地藏三尊像)은 대한민국 서울특별시 성북구 흥천사에 있는 조선시대의 석조지장삼존상 및 시왕상 일괄이다. 2017년 6월 8일 서울특별시의 유형문화재 제415호로 지정되었다.

## 지정 사유
명부전에 봉안된 총 27구의 불상으로 지장보살좌상을 중심으로 무독귀왕, 도명존자를 협시로 한 지장삼존상, 시왕상 10구, 귀왕상 2구, 사자상 2구, 판관상 2구, 금강역사상 2구, 동자상 6구이다. 지장삼존상과 시왕상 등은 석재로 조성되었고, 사자상과 금강역사상은 흙으로 조성되었다.
흥천사 명부전의 불상들은 조성발원문이 없어서 조성연대를 정확히 알 수 없으나 17세기 후반의 조각승 승호와 그 계보가 만든 불상과 양식적으로 유사하여 17세기 후반 영남에서 제작되었을 가능성이 매우 높다.
『조선총독부관보』 1811호(1933년 1월 24일)와 『봉은본말사지』(1943년)에 흥천사 지장삼존상과 시왕상에 관한 기록이 보인다. 흥천사 명부전 불상은 보존 상태도 완전하고, 17세기 후반 조성된 것으로 추정되어 서울시 유형문화재로 지정할 가치가 있다.

## 조사보고서
흥천사 명부전에는 지장보살삼존상을 비롯하여 시왕상 10구, 귀왕상 2구, 사자상 2구, 판관상 2구, 금강역사상 2구, 동자상 6구로 총 27구가 봉안되어 있다. 지장보살삼존상과 시왕상 등 대부분 존상은 석재(石材)로 조성되고, 사자상과 금강역사상은 흙으로 만들었다.
본존인 지장보살상은 좌상으로, 총 높이가 84.5cm인 중소형 불상이다. 도명존자(높이 74cm)와 무독귀왕(높이 81.5cm)은 입상이고, 시왕과 의자가 하나의 돌에 조각된 시왕상(초강대왕 총 높이 114.6cm)과 판관 등은 입상이다. 사자상과 금강역사상(높이 135-138cm)은 재료와 크기가 다른 존상과 차이가 난다.
본존인 지장보살상은 민머리의 성문비구형(聲聞比丘形)으로, 상체를 앞으로 조금 내밀고, 신체와 같이 조각된 오른손은 엄지와 중지를 맞대고 손바닥에 둥근 보주를 들고 있고, 왼손은 편상태로 무릎 위에 자연스럽게 올려놓았다. 이러한 손의 형태는 조선후기 제작된 석조불상에서 흔히 볼 수 있는 수인手印이다. 보살은 각진 얼굴에 가늘게 뜬 눈, 콧등이 평평한 삼각형의 코, 미소를 머금은 입, 길게 늘어진 귀를 가지고 있다. 목은 짧게 수평으로 형식화 된 삼도(三道)가 새겨 있다.
착의법은 대의 안쪽에 편삼(扁衫)을 입고, 대의자락이 오른쪽 어깨를 반달모양으로 덮고 팔꿈치와 배를 지나 왼쪽 어깨로 넘어가고, 왼쪽 어깨의 대의자락은 수직으로 내려와 복부(腹部)에서 편삼과 겹쳐져 있다. 이러한 겹쳐진 표현은 17세기 중반에 제작된 목조불상에서 편삼이 대의 안쪽으로 접혀 들어가는 것을 사실적으로 조각한 것과 차이가 난다. 하반신을 덮은 옷자락은 복부에서 앞으로 한 가닥의 옷주름이 늘어져 있고, 그 옆으로 낮은 옷자락이 펼쳐져 있다. 대의 안쪽에 가슴을 가린 승각기(僧脚崎)는 상단이 수평이고, 내부에 대각선으로 간략하게 접혀 있다. 불상의 뒷면은 목 주위에 대의를 두르고, 왼쪽 어깨에 앞에서 넘어온 대의 자락이 늘어져 있다.
지장보살의 협시인 도명존자(道明尊者)와 무독귀왕(無毒鬼王)은 지장과 크기가 비슷하다. 도명존자는 민머리에 합장을 하고, 무독귀왕은 문관복(文官服)에 원류관을 쓰고, 두 손을 가슴 앞에 두고 차수(叉手)하고 있다. 얼굴형과 이목구비(耳目口鼻)에서 풍기는 인상은 도명존자와 유사하다.
지장삼존상의 좌우에는 벽면을 따라 왼쪽[向右]에 홀수 대왕을, 오른쪽[向左]에 짝수 대왕을 배열하였다. 시왕상의 사이사이에 동자상과 불단 앞에 귀왕(鬼王), 판관(判官)을 세워놓았다. 한쪽 벽면에 사자(使者)와 무기를 든 금강역사가 서 있다.
명부전 내 존상들은 대부분 복장구가 열려 있고, 일부 복장구가 훼손되지 않은 시왕상이 있다. 기존 재)불교문화재연구소에서 발간한 도록에 제4 오관대왕상에서 1873년에 시왕을 개채한 원문이 발견되었다.
흥천사 명부전 석조지장보살삼존상과 시왕상 등은 조성발원문이 발견되지 않아 조성 시기를 정확히 알 수 없다. 그러나 조선후기 제작연대가 밝혀진 기년명(紀年銘) 불상이 수 백점 조사되어 양식적인 비교가 가능하다.
흥천사 명부전 불상은 경주 지역에서 산출되는 불석을 이용한 점과 17세기 후반에 조각승 승호와 그 계보가 만든 불상과 양식적인 특징이 유사하여 1680년대 전후에 조성된 것으로 보인다.
이 명부전 불상과 양식적으로 비슷한 석조지장보살삼존상과 시왕상 등은 경북 청도 덕사(1678년), 경남 창원 성주사(1681년), 부산 기장 장안사(1684년) 등 영남 지역에 주로 남아있어 19세기 후반 이 지역에서 이운되어 봉안된 것으로 추정된다.
흥천사 목조지장보살삼존상과 시왕상 등은 조성발원문이 발견되지 않았지만, 조선후기 기년명 불상과 양식적인 특징을 비교하면, 17세기 후반에 영남에서 제작되었을 가능성이 매우 높다. 이 보살상이 흥천사에 언제부터 봉안되었는지 알 수 없지만, 조선전기에 왕실 사찰로 유명한 흥천사는 1536년에 한성부에서 빈터를 직급에 따라 관료들에게 나누어 준 것을 보면, 폐사(廢寺)된 것을 알 수 있다. 이후 1799년에 스님들이 흥천사의 중창을 발원한 후, 1853년(철종4) 5월에 구봉계장(九峰啓壯)이 대웅전을 창건하고, 1855년에 명부전이 건립되었다.
이 명부전 불상은 1933년 1월 24일 조선총독부관보 1811호에 게재된 흥천사 귀중품 대장에 지장보살과 도명존자 등이 총 27점이 적혀 있고, 1943년에 안진호 스님 등이 수집한 자료를 묶은 봉은본말사지(奉恩本末寺誌)에 지장보살삼존상이 존재한 것으로 언급되어 있다.. 따라서 흥천사 명부전 불상은 보존 상태도 완전하고, 17세기 후반에 조성된 것으로 추정되어 서울특별시 유형문화재로 지정하여 보존할 가치가 있다.

## 참고 자료
- 흥천사 명부전 석조지장삼존상 및 시왕상 일괄 - 국가유산청 국가유산포털